# Guizhou
Guizhou (en chino, 贵州; pinyin, Guìzhōuⓘ; transcripción antigua, Kweichow) es una provincia sin salida al mar situada en la región suroeste de la República Popular China. Su capital y mayor ciudad es Guiyang, en el centro de la provincia. La población de Guizhou es de 38,5 millones de habitantes, lo que la sitúa en el puesto 18 de las provincias de China.
El Reino Dian, que habitaba la actual zona de Guizhou, fue anexionado por la dinastía Han en el año 106 a. C. Guizhou se convirtió formalmente en provincia en 1413, durante la dinastía Ming. Tras el derrocamiento de los Qing en 1911 y después de la guerra civil china, el Partido Comunista de China se refugió en Guizhou durante la Larga Marcha entre 1934 y 1935. Tras la creación de la República Popular China, Mao Zedong promovió el traslado de la industria pesada a provincias del interior como Guizhou, para protegerlas mejor de posibles ataques extranjeros.
Guizhou es rica en recursos naturales, culturales y medioambientales. Su industria natural incluye la madera y la silvicultura, y las industrias energética y minera constituyen una parte importante de su economía. No obstante, Guizhou se considera una provincia relativamente poco desarrollada, con uno de los PIB per cápita más bajos de China. Sin embargo, también es una de las economías de más rápido crecimiento de China. El gobierno chino quiere desarrollar Guizhou como centro de datos.
Guizhou es una provincia montañosa, con sus mayores altitudes en el oeste y el centro. Se encuentra en el extremo oriental de la meseta de Yungui. Demográficamente, es una de las provincias más diversas de China. Los grupos minoritarios representan más del 37 % de la población, incluyendo importantes poblaciones de los pueblos miao, bouyei, dong, tujia y yi, todos los cuales hablan lenguas distintas del chino. La principal lengua hablada en Guizhou es el mandarín del suroeste, una variedad del mandarín.

## Historia

### Prehistoria
Las pruebas de asentamientos humanos durante el Paleolítico medio están indicadas por los artefactos de piedra, incluidas las piezas de Levallois, encontradas durante las excavaciones arqueológicas en la cueva de Guanyindong. Estos artefactos han sido datados hace aproximadamente 170 000-80 000 años utilizando métodos de luminiscencia ópticamente estimulada.

### Etapa imperial

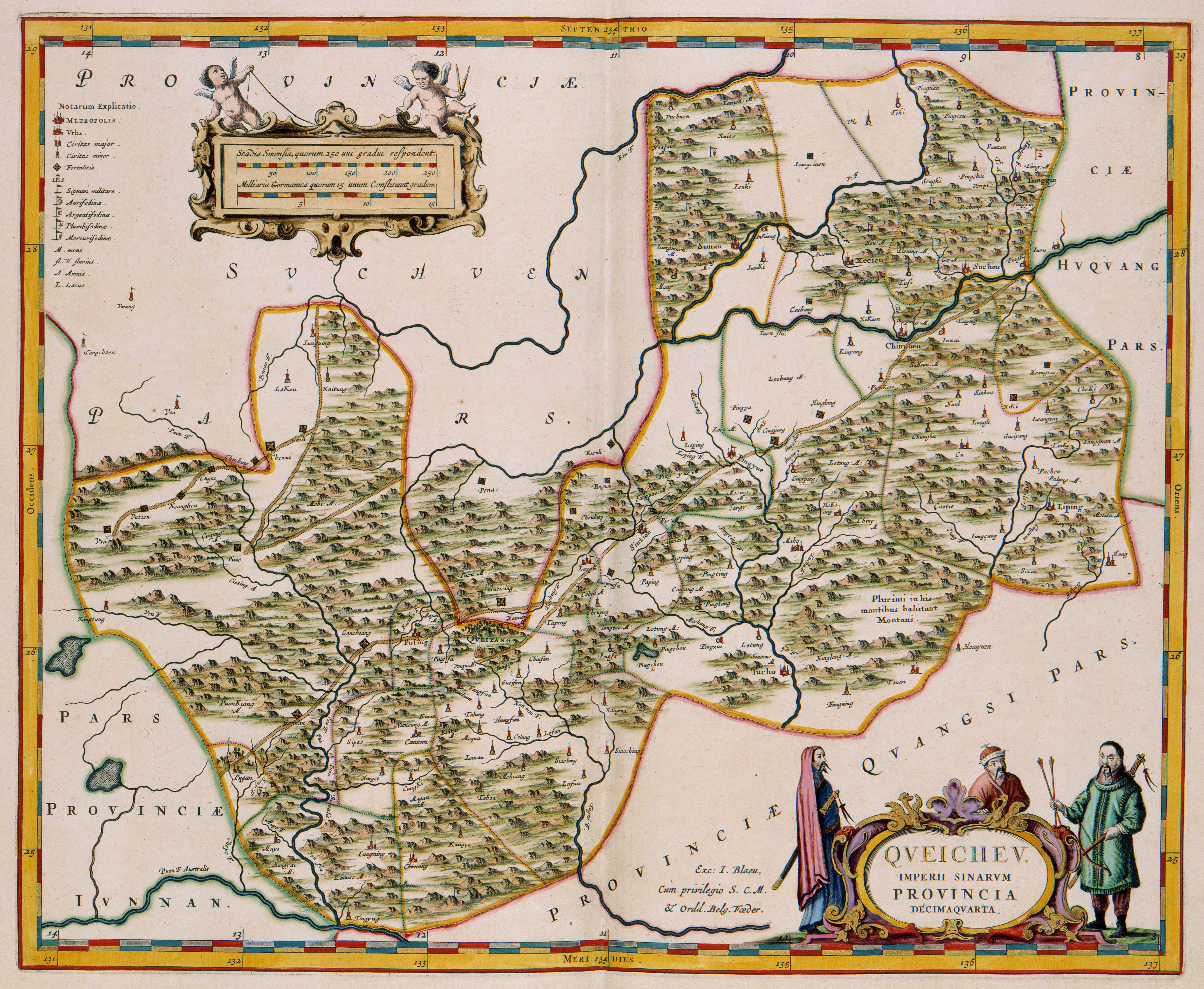
Guizhou en un mapa de 1655.

Desde aproximadamente el año 1046 a. C. hasta la aparición del estado Qin, el noroeste de Guizhou formó parte del reino Shu. Durante el periodo de los Estados Combatientes, el estado chino de Chu conquistó la zona, y el control pasó después al reino de Dian. Durante la dinastía china Han (206 a. C.- 220 d. C.), de la que el Dian era tributario, Guizhou albergaba el conjunto de tribus Yelang, que se autogobernaban en gran medida antes de que los Han consolidaran el control en el suroeste y establecieran la provincia de Lingnan. Durante el periodo de los Tres Reinos, partes de Guizhou fueron gobernadas por el reino de Shu Han, con sede en Sichuan, seguido por Cao Wei (220-266) y la dinastía Jin (266-420).
Durante los siglos VIII y IX, en la dinastía Tang, los soldados chinos se trasladaron a Guizhou (Kweichow) y se casaron con mujeres nativas. Sus descendientes son conocidos como Lǎohànrén (老汉人), en contraste con los nuevos chinos que poblaron Guizhou en épocas posteriores. Todavía hablaban un dialecto arcaico. Muchos inmigrantes de Guizhou descendían de estos soldados de guarnición que se casaron con estas mujeres prechinas.
Kublai Khan y Möngke Khan conquistaron el suroeste chino en el proceso de derrota de los Song durante la invasión mongola de China, y la recién establecida dinastía Yuan (1279-1368) vio la importación de administradores y colonos chinos musulmanes de Bujará en Asia Central.
Fue durante la siguiente dinastía Ming, dirigida de nuevo por chinos Han, cuando Guizhou se convirtió formalmente en provincia en 1413. Los Ming establecieron muchas guarniciones en Guizhou desde las que pacificar a las minorías yao y miao durante las rebeliones de esta última. La agricultura de estilo chino floreció con la experiencia de los agricultores de Sichuan, Hunan y sus provincias vecinas en Guizhou. Wu Sangui fue el responsable del derrocamiento de los Ming en Guizhou y Yunnan durante la conquista manchú de China. Durante la gobernación general del noble de la dinastía Qing, Ortai, se abolió el sistema tusi de gobierno indirecto del suroeste, lo que provocó rebeliones de caciques privados de derechos y una mayor centralización del gobierno. Tras la segunda guerra del Opio, las tríadas criminales se establecieron en Guangxi y Guizhou para vender el opio británico. Durante un tiempo, los rebeldes Taiping tomaron el control de Guizhou, pero finalmente fueron reprimidos por los Qing. Al mismo tiempo, los soldados chinos Han se trasladaron a la región de Taijiang de Guizhou, se casaron con mujeres miao y sus hijos fueron educados como miao.
Durante la dinastía Qing se produjeron más rebeliones miao sin éxito, en 1735, de 1795 a 1806 y de 1854 a 1873.

### China republicana
Tras el derrocamiento de los Qing en 1911 y después de la guerra civil china, los comunistas se refugiaron en Guizhou durante la Larga Marcha (1934-1935). Aunque la provincia estaba formalmente gobernada por el señor de la guerra Wang Jialie, la Conferencia de Zunyi en Guizhou estableció a Mao Zedong como líder del Partido comunista. Cuando la segunda guerra sino-japonesa empujó al Gobierno Nacionalista de China a su base suroccidental de Chongqing, la infraestructura de transporte mejoró al estar Guizhou unida a la carretera de Birmania. Tras el final de la guerra, la revolución de 1949 llevó al poder a Mao, que promovió la reubicación de la industria pesada en provincias del interior, como Guizhou, para protegerlas mejor de los ataques soviéticos y estadounidenses. La pandemia de gripe de 1957 comenzó en Guizhou y mató a un millón de personas en todo el mundo. Tras el inicio de la reforma económica china en 1978, los factores geográficos llevaron a Guizhou a convertirse en la provincia más pobre de China, con una media de crecimiento del PIB del 9% entre 1978 y 1993.

## Divisiones administrativas
Guizhou está dividido en nueve divisiones a nivel de prefectura: seis ciudades a nivel de prefectura y tres prefecturas autónomas:
| Divisiones administrativas de Guizhou                                        | Divisiones administrativas de Guizhou          | Divisiones administrativas de Guizhou | Divisiones administrativas de Guizhou | Divisiones administrativas de Guizhou | Divisiones administrativas de Guizhou | Divisiones administrativas de Guizhou | Divisiones administrativas de Guizhou | Divisiones administrativas de Guizhou |
| ---------------------------------------------------------------------------- | ---------------------------------------------- | ------------------------------------- | ------------------------------------- | ------------------------------------- | ------------------------------------- | ------------------------------------- | ------------------------------------- | ------------------------------------- |
| Guiyang Liupanshui Zunyi Anshun Bijie Tong'ren Qianxinan Qiandongnan Qiannan |                                                |                                       |                                       |                                       |                                       |                                       |                                       |                                       |
| Código de división                                                           | División                                       | Área km2                              | Población (censo de 2010)             | Sede                                  | Divisiones                            | Divisiones                            | Divisiones                            | Divisiones                            |
| Código de división                                                           | División                                       | Área km2                              | Población (censo de 2010)             | Sede                                  | Distritos                             | Condados                              | Condados autónomos                    | Ciudades-condado                      |
| 520000                                                                       | Provincia de Guizhou                           | 176167.00                             | 34,746,468                            | Ciudad de Guiyang                     | 17                                    | 51                                    | 11                                    | 9                                     |
| 520100                                                                       | Ciudad de Guiyang                              | 8,046.67                              | 4,324,561                             | Guanshanhu District                   | 6                                     | 3                                     |                                       | 1                                     |
| 520200                                                                       | Ciudad de Liupanshui                           | 9,965.37                              | 2,851,180                             | Zhongshan District                    | 3                                     |                                       |                                       | 1                                     |
| 520300                                                                       | Ciudad de Zunyi                                | 30,780.73                             | 6,127,009                             | Huichuan District                     | 3                                     | 7                                     | 2                                     | 2                                     |
| 520400                                                                       | Ciudad de Anshun                               | 9,253.06                              | 2,297,339                             | Xixiu District                        | 2                                     | 1                                     | 3                                     |                                       |
| 520500                                                                       | Ciudad de Bijie                                | 26,844.45                             | 6,536,370                             | Qixingguan District                   | 1                                     | 6                                     | 1                                     |                                       |
| 520600                                                                       | Ciudad de Tong'ren                             | 18,006.41                             | 3,092,365                             | Bijiang District                      | 2                                     | 4                                     | 4                                     |                                       |
| 522300                                                                       | Prefectura autónoma buyei y miao de Qianxinan  | 16,785.93                             | 2,805,857                             | Ciudad de Xingyi                      |                                       | 6                                     |                                       | 2                                     |
| 522600                                                                       | Prefectura autónoma miao y dong de Qiandongnan | 30,278.06                             | 3,480,626                             | Ciudad de Kaili                       |                                       | 15                                    |                                       | 1                                     |
| 522700                                                                       | Prefectura autónoma buyei y miao de Qiannan    | 26,191.78                             | 3,231,161                             | Ciudad de Duyun                       |                                       | 9                                     | 1                                     | 2                                     |

### Áreas urbanas
| Población por zonas urbanas de las prefecturas y ciudades de condado (censo de 2010) | Población por zonas urbanas de las prefecturas y ciudades de condado (censo de 2010) | Población por zonas urbanas de las prefecturas y ciudades de condado (censo de 2010) | Población por zonas urbanas de las prefecturas y ciudades de condado (censo de 2010) | Población por zonas urbanas de las prefecturas y ciudades de condado (censo de 2010) |
| #                                                                                    | Ciudad                                                                               | Área urbana                                                                          | Área distrital                                                                       | Ciudad propiamente dicha                                                             |
| ------------------------------------------------------------------------------------ | ------------------------------------------------------------------------------------ | ------------------------------------------------------------------------------------ | ------------------------------------------------------------------------------------ | ------------------------------------------------------------------------------------ |
| 1                                                                                    | Guiyang                                                                              | 2,520,061                                                                            | 3,034,750                                                                            | 4,322,611                                                                            |
| 2                                                                                    | Zunyi                                                                                | 715,148                                                                              | 1,094,871                                                                            | 6,127,082                                                                            |
| (2)                                                                                  | Zunyi (nuevo distrito)                                                               | 280,163                                                                              | 942,904                                                                              | véase Zunyi                                                                          |
| 3                                                                                    | Liupanshui                                                                           | 491,438                                                                              | 616,210                                                                              | 2,851,332                                                                            |
| 4                                                                                    | Bijie                                                                                | 421,342                                                                              | 1,137,383                                                                            | 6,537,498                                                                            |
| 5                                                                                    | Anshun                                                                               | 358,920                                                                              | 765,399                                                                              | 2,297,612                                                                            |
| (5)                                                                                  | Anshun (nuevo distrito)                                                              | 95,601                                                                               | 297,990                                                                              | véase Anshun                                                                         |
| 6                                                                                    | Xingyi                                                                               | 335,243                                                                              | 783,120                                                                              | parte de Qianxinan                                                                   |
| 7                                                                                    | Kaili                                                                                | 274,922                                                                              | 479,011                                                                              | parte de Qiandongnan                                                                 |
| 8                                                                                    | Tong´ren                                                                             | 218,542                                                                              | 409,488                                                                              | 3,093,204                                                                            |
| 9                                                                                    | Duyun                                                                                | 217,091                                                                              | 443,721                                                                              | parte de Qiannan                                                                     |
| (10)                                                                                 | Panzhou                                                                              | 176,237                                                                              | 103,5345                                                                             | véase Liupanshui                                                                     |
| 11                                                                                   | Renhuai                                                                              | 171,005                                                                              | 546,477                                                                              | véase Zunyi                                                                          |
| 12                                                                                   | Qingzhen                                                                             | 166916                                                                               | 467790                                                                               | véase Guiyang                                                                        |
| 13                                                                                   | Fuquan                                                                               | 158,515                                                                              | 283,904                                                                              | parte de Qiannan                                                                     |
| (14)                                                                                 | Xingren                                                                              | 113043                                                                               | 417,919                                                                              | parte de Qianxinan                                                                   |
| 15                                                                                   | Chishui                                                                              | 80,884                                                                               | 237,052                                                                              | véase Zunyi                                                                          |

## Geografía

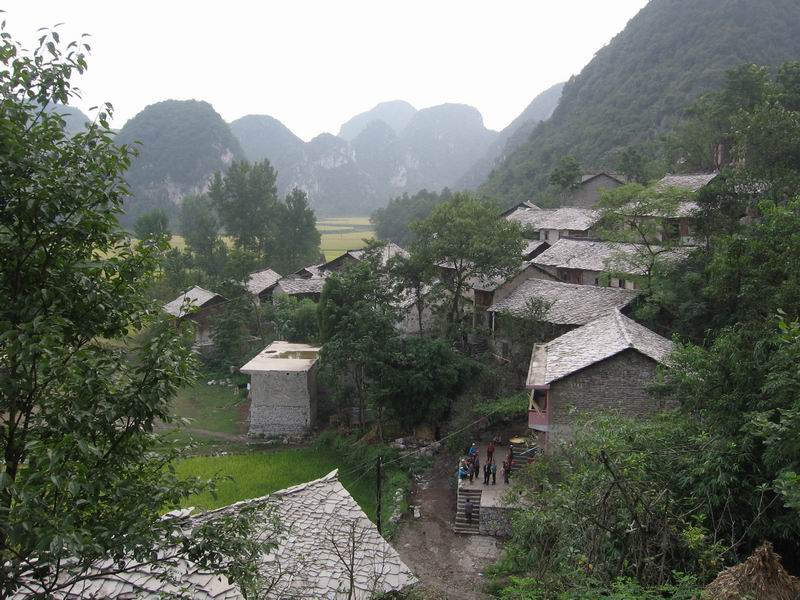
Pueblo de la minoría bouyei de Shitou, oeste de Guizhou (cerca de las cuevas de Longgong), China.

Guizhou limita con la región autónoma de Guangxi al sur, Yunnan al oeste, Sichuan al noroeste, el municipio de Chongqing al norte y Hunan al este.
Además, es una provincia montañosa, aunque sus mayores altitudes se encuentran en el oeste y el centro. Se encuentra en el extremo oriental de la meseta de Yungui. Con 2900 m de altitud, Jiucaiping es el punto más alto de Guizhou.
Guizhou tiene un clima subtropical húmedo. Hay pocos cambios estacionales. Su temperatura media anual es de aproximadamente 10 a 20 °C, con temperaturas en enero que oscilan entre 1 y 10 °C y en julio entre 17 y 28 °C.
Al igual que en otras provincias del suroeste de China, las zonas rurales de Guizhou sufrieron una grave sequía durante la primavera de 2010. Guizhou, una de las provincias más pobres de China, sufre graves problemas medioambientales, como la desertización y la persistente escasez de agua. Del 3 al 5 de abril de 2010, el primer ministro chino, Wen Jiabao, realizó una gira de inspección de tres días por la provincia de Guizhou, afectada por la sequía, en la que se reunió con los aldeanos y pidió a los científicos agrícolas que desarrollaran tecnologías resistentes a la sequía en la zona.
Las montañas fronterizas de Guizhou, Guangxi y Hunan han sido identificadas como uno de los ocho puntos calientes de diversidad vegetal de China. Los principales tipos de ecosistemas son el bosque de hoja ancha de hoja perenne y el bosque mixto de coníferas y de hoja ancha. Entre las especies vegetales endémicas de esta región se encuentran Abies ziyuanensis, Cathaya argyrophylla y Keteleeria pubescens.

## Transporte

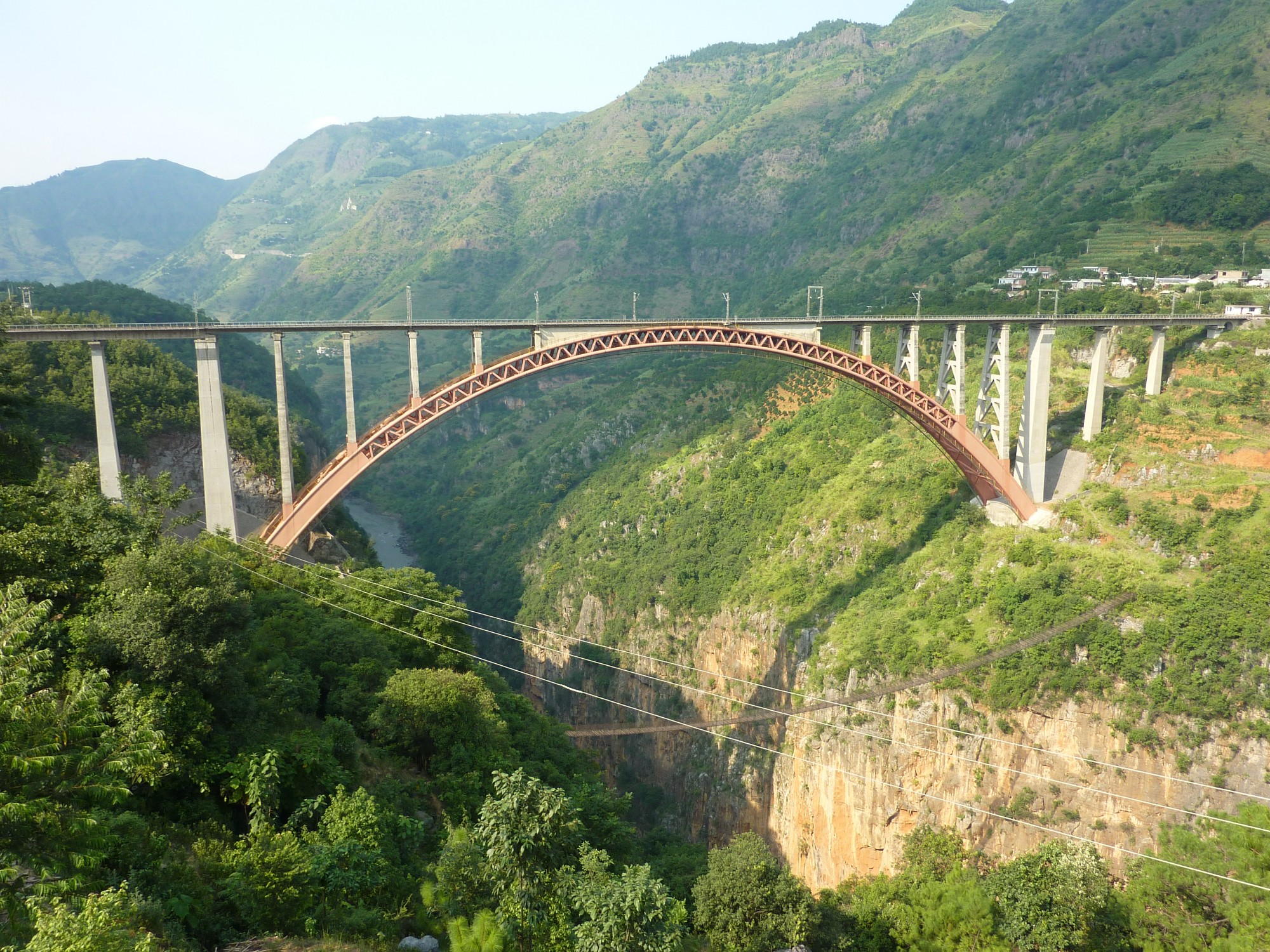
El puente del río Beipan, en el ferrocarril Liupanshui-Baiguo, en el oeste de Guizhou.

En 2017, Sun Zhigang, el exgobernador de Guizhou, anunció los planes para construir 10.000 kilómetros de carreteras, 17 aeropuertos, 600 km de vías navegables interiores y 4.000 km de líneas ferroviarias de alta velocidad en tres años, en un esfuerzo por impulsar el turismo en la provincia.

### Ferrocarril
La red ferroviaria de Guizhou consiste principalmente en un cruce formado por las vías férreas Sichuan-Guizhou, Guangxi-Guizhou y Shanghái-Kunming, que se cruzan en la capital provincial, Guiyang, cerca del centro de la provincia. Los ferrocarriles Liupanshui-Baiguo, Pan County West y Weishe-Hongguo forman un corredor ferroviario a lo largo de la frontera occidental de Guizhou con Yunnan. Este corredor conecta la vía férrea Neijiang-Kunming, que se adentra en el noroeste de Guizhou en Weining, con la vía férrea Nanning-Kunming, que bordea el extremo suroccidental de Guizhou en Xingyi.
A partir de 2018, los ferrocarriles de alta velocidad Shanghái-Kunming y Guiyang-Guangzhou están operativos. El ferrocarril de alta velocidad Chengdu-Guiyang está en construcción.

## Educación

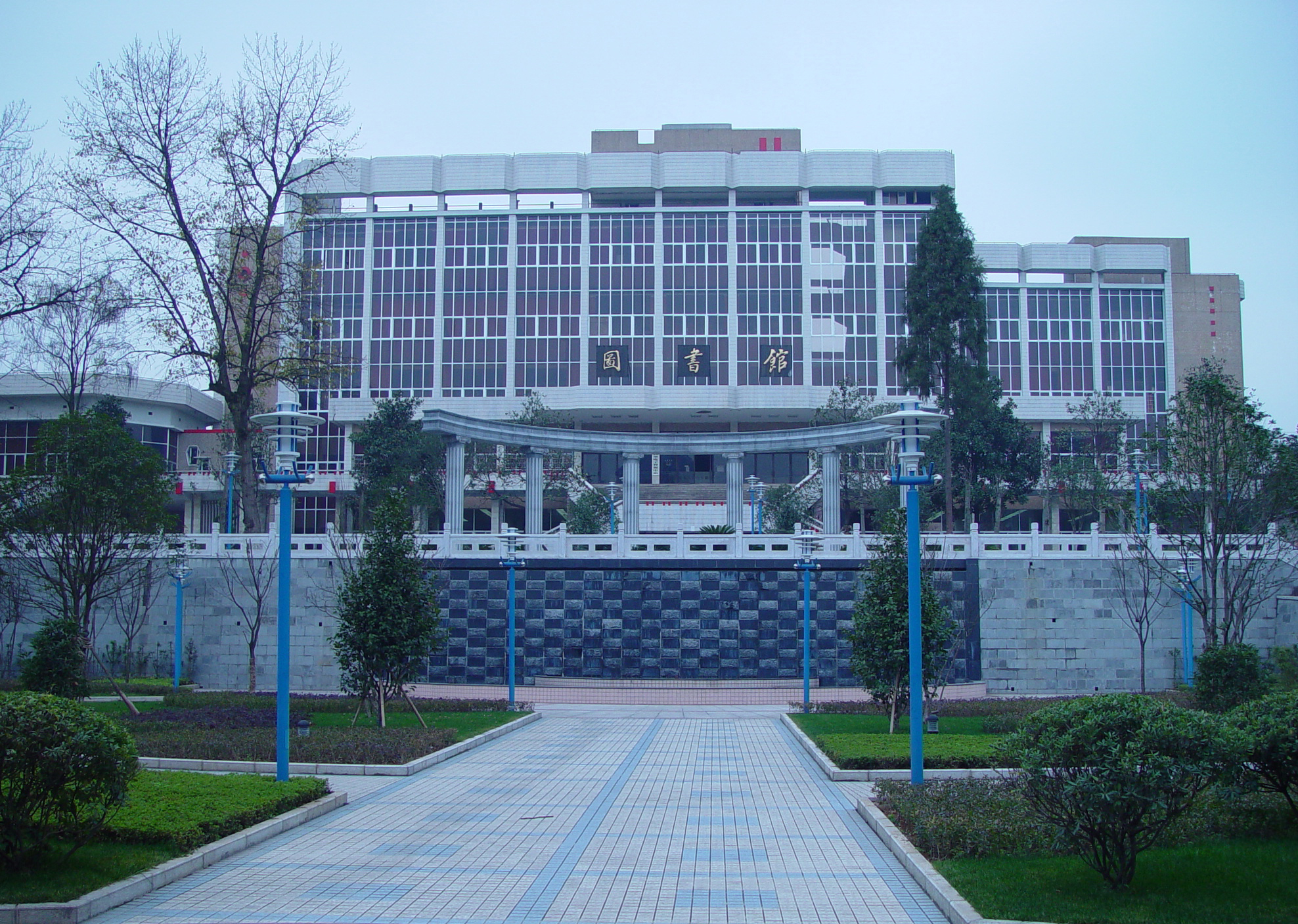
Biblioteca del Campus Norte de la Guizhou University.

A continuación, una lista de los principales centros de educación de la provincia:
- Guizhou University (Guiyang)
- Guizhou Normal University (Guiyang)
- Guiyang Medical University (Guiyang)
- Guizhou Nationalities University (Guiyang)
- Guizhou Institute of Technology (Guiyang)
- Zunyi Medical College (Zunyi)
- Moutai University (Zunyi)